# Abstract Wikipedia
Abstract Wikipedia（アブストラクトウィキペディア）は、Wikidataの構造化データを使用して言語に依存しないWikipediaを作成することを目的としたウィキメディア財団のプロジェクト。直訳して抽象ウィキペディアとも呼ばれる。このプロジェクトは抽象ウィキペディアとウィキファンクションズによって構成されている。ウィキペディアウィキデータの共同創設者のDenny Vrandečićによって考案されたプロジェクトで、2020年4月のGoogle研究論文 で発案、2020年5月に正式に（ウィキラムダとして）提案され、2020年7月にウィキメディア財団理事会によって承認された。名前は暫定的なものとなっている。